# Сем Вайнс
Сем Вайнс (англ. Sam Vines, нар. 31 травня 1999, Колорадо-Спрінгс) — американський футболіст, захисник клубу «Колорадо Репідс».
Виступав, зокрема, за клуб «Антверпен», а також національну збірну США.
Володар Кубка Бельгії. Чемпіон Бельгії. Володар Суперкубка Бельгії. У складі збірної — володар Золотого кубка КОНКАКАФ.

## Клубна кар'єра
Народився 31 травня 1999 року в місті Колорадо-Спрінгс. Вихованець футбольної школи клубу «Колорадо Репідс».
У дорослому футболі дебютував 2018 року виступами за команду «Шарлотт Індепенденс», у якій того року взяв участь у 29 матчах чемпіонату. 
Своєю грою за цю команду привернув увагу представників тренерського штабу клубу «Колорадо Репідс», до складу якого приєднався 2018 року. Відіграв за команду з Денвера наступні три сезони своєї ігрової кар'єри.
До складу клубу «Антверпен» приєднався 2021 року. Станом на 6 листопада 2023 року відіграв за команду з Антверпена 42 матчі в національному чемпіонаті.

## Виступи за збірні
У 2017 році провів одну гру у складі юнацької збірної США (U-18).
У 2020 році дебютував в офіційних матчах у складі національної збірної США.
У складі збірної був учасником розіграшу Золотого кубка КОНКАКАФ 2021 року у США, здобувши того року титул континентального чемпіона.
| Дата       | Місто                | Господарі | Результат  | Гості             | Турнір                            | Голи | Примітки |
| ---------- | -------------------- | --------- | ---------- | ----------------- | --------------------------------- | ---- | -------- |
| 1-2-2020   | Лос-Анджелес         | США       | 1 – 0      | Коста-Рика        | товариський матч                  | -    | 77'      |
| 10-12-2020 | Форт-Лодердейл       | США       | 6 – 0      | Сальвадор         | товариський матч                  | -    | 46'      |
| 1-2-2021   | Орландо              | США       | 7 – 0      | Тринідад і Тобаго | товариський матч                  | -    | 64'      |
| 12-7-2021  | Канзас-Сіті (Канзас) | США       | 1 – 0      | Гаїті             | Кубок КОНКАКАФ 2021 - 1-й етап    | 1    |          |
| 18-7-2021  | Канзас-Сіті (Канзас) | США       | 1 – 0      | Канада            | Кубок КОНКАКАФ 2021 - 1-й етап    | -    |          |
| 25-7-2021  | Арлінгтон            | США       | 1 – 0      | Ямайка            | Кубок КОНКАКАФ 2021 - чвертьфінал | -    |          |
| 29-7-2021  | Остін (Техас)        | Катар     | 0 – 1      | США               | Кубок КОНКАКАФ 2021 - півфінал    | -    |          |
| 1-8-2021   | Парадайз             | США       | 1 – 0 д.ч. | Мексика           | Кубок КОНКАКАФ 2021 - Фінал       | -    | 65'      |
| 23-9-2022  | Дюссельдорф          | Японія    | 2 – 0      | США               | товариський матч                  | -    |          |
| Усього     |                      | Матчів    | 9          |                   | Голів                             | 1    |          |

## Титули і досягнення
- Володар Кубка Бельгії (1):

«Антверпен»: 2022-2023
- Чемпіон Бельгії (1):

«Антверпен»: 2022-2023
- Володар Суперкубка Бельгії (1):

«Антверпен»: 2023
- Володар Золотого кубка КОНКАКАФ (1): 2021